# Judyta Wesołowska
Judyta Wesołowska (ur. 22 października 1841 w Wilkiszkach, zm. po 1933) – uczestniczka powstania styczniowego.

## Życiorys
Pochodziła z rodziny Krasowskich, była córką Adama. Dostarczała broń do partii powstańczych dowodzonych przez ks. Antoniego Mackiewicza, Bolesława Kołyszkę i swojego stryja Krassowskiego. W 1864 została aresztowana z powodu denuncjacji. Osadzono ją w więzieniu w Konwie. Została zesłana do guberni tobolskiej.
W 1930 została odznaczona Krzyżem Niepodległości.
Zmarła po 1933. Jeszcze w tym roku wpłacała ofiarę na Towarzystwo Pomocy Weteranom.